# Hokejowa Liga Mistrzów (2014/2015)/Faza pucharowa
Rozgrywki fazy pucharowej Hokejowej Ligi Mistrzów decydujące o zdobyciu tytułu najlepszej drużyny Europy w sezonie 2014/2015.

## Format rozgrywek
Po zakończeniu sezonu zasadniczego rozpocznie się walka o mistrzostwo ligi w fazie pucharowej, która rozgrywana będzie w czterech rundach. Drużyna, która zajęła wyższe miejsce w sezonie zasadniczym w nagrodę zostaje gospodarzem rewanżowego meczu. Z tym, że najlepsza drużyna fazy grupowej (w tym wypadku Frölunda HC) zawsze jest gospodarzem rewanżu. Trzy rundy rozgrywane są w formuje mecz-rewanż, zaś finał rozgrywany jest na lodowisku lepszej drużyny fazy grupowej. Jeżeli w rezultacie dwumeczu wystąpi remis, zostanie rozegrana 10 minutowa dogrywka, jeżeli w tym czasie nie padnie bramka rozegrane zostaną rzuty karne. W finale jeżeli w regulaminowym czasie nie padnie bramka, zostanie rozegrana 20 minutowa dogrywka, a w razie braku rozstrzygnięcia rzuty karne.
Pierwsza runda rozpoczęła się 4 listopada 2014, zaś zakończenie rywalizacji odbędzie się w finałowym spotkaniu, które odbędzie się 3 lutego 2015. Łącznie rozegranych zostanie w tej fazie rozgrywek 29 spotkań.

## Zakwalifikowane drużyny
Po zakończeniu sezonu zasadniczego 16 zespołów zapewniło sobie start w fazie pucharowej. Wśród nich znalazło się jedenastu zwycięzców grup oraz pięć drużyn z drugich miejsc z najlepszymi bilansami punktów w fazie grupowej. Spośród 11 zwycięzców grup, ośmiu w pierwszej rundzie zostaną rozstawione podczas losowania 1/8 finału. W dalszych rundach nie występuje rozstawienie.
Rozstawione
- Frölunda HC – Zwycięzca grupy C (15 punktów, bilans bramek +22)
- Red Bull Salzburg – Zwycięzca grupy I (15 punktów, +15)
- Lukko – Zwycięzca grupy K (15 punktów, +14)
- Skellefteå AIK – Zwycięzca grupy J (15 punktów, +12)
- Vienna Capitals – Zwycięzca grupy B (15 punktów, +7)
- Linköping HC – Zwycięzca grupy F (14 punktów, +10)
- Fribourg-Gottéron – Zwycięzca grupy D (14 punktów, +8)
- SaiPa – Zwycięzca grupy H (14 punktów, +7)

Nierozstawione
- Oulun Kärpät – Zwycięzca grupy A (13 punktów, bilans bramek +5)
- Sparta Praga – Zwycięzca grupy G (12 punktów, +6)
- Tappara Tampere – Zwycięzca grupy E (11 punktów, +5)
- Luleå HF – Awans z drugiego miejsca grupy K (15 punktów, +26)
- Servette Genewa – Awans z drugiego miejsca grupy C (15 punktów, +13)
- HIFK – Awans z drugiego miejsca J (14 punktów, +16)
- JYP Jyväskylä – Awans z drugiego miejsca I (13 punktów, +4)
- TPS – Awans z drugiego miejsca F (12 punktów, +9)

## Drabinka
|  |                   |                   |               |               |            |   |   |                |                |              |              |              |  |  |           |           |           |           |           |  |  |       |       |       |
|  | 1/8 finału        | 1/8 finału        | 1/8 finału    | 1/8 finału    | 1/8 finału |   |   | Ćwierćfinały   | Ćwierćfinały   | Ćwierćfinały | Ćwierćfinały | Ćwierćfinały |  |  | Półfinały | Półfinały | Półfinały | Półfinały | Półfinały |  |  | Finał | Finał | Finał |
|  | 1/8 finału        | 1/8 finału        | 1/8 finału    | 1/8 finału    | 1/8 finału |   |   | Ćwierćfinały   | Ćwierćfinały   | Ćwierćfinały | Ćwierćfinały | Ćwierćfinały |  |  | Półfinały | Półfinały | Półfinały | Półfinały | Półfinały |  |  | Finał | Finał | Finał |
|  |                   |                   |               |               |            |   |   |                |                |              |              |              |  |  |           |           |           |           |           |  |  |       |       |       |
|  |                   |                   |               |               |            |   |   |                |                |              |              |              |  |  |           |           |           |           |           |  |  |       |       |       |
|  | JYP Jyväskylä     | JYP Jyväskylä     | 5             | 2             | 7          |   |   |                |                |              |              |              |  |  |           |           |           |           |           |  |  |       |       |       |
|  | JYP Jyväskylä     | JYP Jyväskylä     | 5             | 2             | 7          |   |   |                |                |              |              |              |  |  |           |           |           |           |           |  |  |       |       |       |
|  | Skellefteå AIK    | Skellefteå AIK    | 4             | 4*            | 8          |   |   |                |                |              |              |              |  |  |           |           |           |           |           |  |  |       |       |       |
|  | Skellefteå AIK    | Skellefteå AIK    | 4             | 4*            | 8          |   |   | Skellefteå AIK | Skellefteå AIK | 2            | 4*           | 5            |  |  |           |           |           |           |           |  |  |       |       |       |
|  |                   |                   |               |               |            |   |   | Skellefteå AIK | Skellefteå AIK | 2            | 4*           | 5            |  |  |           |           |           |           |           |  |  |       |       |       |
|  |                   |                   | Linköpings HC | Linköpings HC | 1          | 4 | 6 |                |                |              |              |              |  |  |           |           |           |           |           |  |  |       |       |       |
|  | Sparta Praga      | Sparta Praga      | Linköpings HC | Linköpings HC | 1          | 4 | 6 | 1              | 2              | 3            |              |              |  |  |           |           |           |           |           |  |  |       |       |       |
|  | Sparta Praga      | Sparta Praga      |               |               |            |   |   |                |                | 3            |              |              |  |  |           |           |           |           |           |  |  |       |       |       |
|  | Linköpings HC     | Linköpings HC     | 2             | 2             | 4          |   |   |                |                |              |              |              |  |  |           |           |           |           |           |  |  |       |       |       |
|  | Linköpings HC     | Linköpings HC     | 2             | 2             | 4          |   |   | Skellefteå AIK | Skellefteå AIK | 2            | 2            | 4            |  |  |           |           |           |           |           |  |  |       |       |       |
|  |                   |                   |               |               |            |   |   |                |                |              |              |              |  |  |           |           |           |           |           |  |  |       |       |       |
|  |                   |                   | Luleå HF      | Luleå HF      | 2          | 3 | 5 |                |                |              |              |              |  |  |           |           |           |           |           |  |  |       |       |       |
|  | TPS               | TPS               | Luleå HF      | Luleå HF      | 2          | 3 | 5 | 1              | 3              | 4            |              |              |  |  |           |           |           |           |           |  |  |       |       |       |
|  | TPS               | TPS               |               |               |            |   |   |                |                | 4            |              |              |  |  |           |           |           |           |           |  |  |       |       |       |
|  | Lukko             | Lukko             | 5             | 4             | 8          |   |   |                |                |              |              |              |  |  |           |           |           |           |           |  |  |       |       |       |
|  | Lukko             | Lukko             | 5             | 4             | 8          |   |   | Lukko          | Lukko          | 2            | 1            | 3            |  |  |           |           |           |           |           |  |  |       |       |       |
|  |                   |                   |               |               |            |   |   | Lukko          | Lukko          | 2            | 1            | 3            |  |  |           |           |           |           |           |  |  |       |       |       |
|  |                   |                   | Luleå HF      | Luleå HF      | 5          | 2 | 7 |                |                |              |              |              |  |  |           |           |           |           |           |  |  |       |       |       |
|  | Luleå HF          | Luleå HF          | Luleå HF      | Luleå HF      | 5          | 2 | 7 | 2              | 8*             | 10           |              |              |  |  |           |           |           |           |           |  |  |       |       |       |
|  | Luleå HF          | Luleå HF          |               |               |            |   |   |                |                | 10           |              |              |  |  |           |           |           |           |           |  |  |       |       |       |
|  | Red Bull Salzburg | Red Bull Salzburg | 4             | 5             | 9          |   |   |                |                |              |              |              |  |  |           |           |           |           |           |  |  |       |       |       |
|  | Red Bull Salzburg | Red Bull Salzburg | 4             | 5             | 9          |   |   | Luleå HF       | Luleå HF       | 4            |              |              |  |  |           |           |           |           |           |  |  |       |       |       |
|  |                   |                   |               |               |            |   |   |                |                |              |              |              |  |  |           |           |           |           |           |  |  |       |       |       |
|  |                   |                   | Frölunda HC   | Frölunda HC   | 2          |   |   |                |                |              |              |              |  |  |           |           |           |           |           |  |  |       |       |       |
|  | Servette Genewa   | Servette Genewa   | Frölunda HC   | Frölunda HC   | 2          | 2 | 2 | 4              |                |              |              |              |  |  |           |           |           |           |           |  |  |       |       |       |
|  | Servette Genewa   | Servette Genewa   |               |               |            |   |   |                |                |              |              |              |  |  |           |           |           |           |           |  |  |       |       |       |
|  | SaiPa             | SaiPa             | 0             | 5*            | 5          |   |   |                |                |              |              |              |  |  |           |           |           |           |           |  |  |       |       |       |
|  | SaiPa             | SaiPa             | 0             | 5*            | 5          |   |   | SaiPa          | SaiPa          | 0            | 2            | 2            |  |  |           |           |           |           |           |  |  |       |       |       |
|  |                   |                   |               |               |            |   |   | SaiPa          | SaiPa          | 0            | 2            | 2            |  |  |           |           |           |           |           |  |  |       |       |       |
|  |                   |                   | Oulun Kärpät  | Oulun Kärpät  | 2          | 3 | 5 |                |                |              |              |              |  |  |           |           |           |           |           |  |  |       |       |       |
|  | Oulun Kärpät      | Oulun Kärpät      | Oulun Kärpät  | Oulun Kärpät  | 2          | 3 | 5 | 3              | 3              | 6            |              |              |  |  |           |           |           |           |           |  |  |       |       |       |
|  | Oulun Kärpät      | Oulun Kärpät      |               |               |            |   |   |                |                | 6            |              |              |  |  |           |           |           |           |           |  |  |       |       |       |
|  | Vienna Capitals   | Vienna Capitals   | 1             | 2             | 3          |   |   |                |                |              |              |              |  |  |           |           |           |           |           |  |  |       |       |       |
|  | Vienna Capitals   | Vienna Capitals   | 1             | 2             | 3          |   |   | Oulun Kärpät   | Oulun Kärpät   | 2            | 3            | 5            |  |  |           |           |           |           |           |  |  |       |       |       |
|  |                   |                   |               |               |            |   |   |                |                |              |              |              |  |  |           |           |           |           |           |  |  |       |       |       |
|  |                   |                   | Frölunda HC   | Frölunda HC   | 4          | 2 | 6 |                |                |              |              |              |  |  |           |           |           |           |           |  |  |       |       |       |
|  | Tappara Tampere   | Tappara Tampere   | Frölunda HC   | Frölunda HC   | 4          | 2 | 6 | 1              | 2              | 3            |              |              |  |  |           |           |           |           |           |  |  |       |       |       |
|  | Tappara Tampere   | Tappara Tampere   |               |               |            |   |   |                |                | 3            |              |              |  |  |           |           |           |           |           |  |  |       |       |       |
|  | Frölunda HC       | Frölunda HC       | 5             | 4             | 9          |   |   |                |                |              |              |              |  |  |           |           |           |           |           |  |  |       |       |       |
|  | Frölunda HC       | Frölunda HC       | 5             | 4             | 9          |   |   | Frölunda HC    | Frölunda HC    | 1            | 5            | 8            |  |  |           |           |           |           |           |  |  |       |       |       |
|  |                   |                   |               |               |            |   |   | Frölunda HC    | Frölunda HC    | 1            | 5            | 8            |  |  |           |           |           |           |           |  |  |       |       |       |
|  |                   |                   | HIFK          | HIFK          | 2          | 3 | 3 |                |                |              |              |              |  |  |           |           |           |           |           |  |  |       |       |       |
|  | Fribourg-Gottéron | Fribourg-Gottéron | HIFK          | HIFK          | 2          | 3 | 3 | 2              | 1              | 3            |              |              |  |  |           |           |           |           |           |  |  |       |       |       |
|  | Fribourg-Gottéron | Fribourg-Gottéron |               |               |            |   |   |                |                | 3            |              |              |  |  |           |           |           |           |           |  |  |       |       |       |
|  | HIFK              | HIFK              | 2             | 3             | 5          |   |   |                |                |              |              |              |  |  |           |           |           |           |           |  |  |       |       |       |
|  | HIFK              | HIFK              | 2             | 3             | 5          |   |   |                |                |              |              |              |  |  |           |           |           |           |           |  |  |       |       |       |
|  |                   |                   |               |               |            |   |   |                |                |              |              |              |  |  |           |           |           |           |           |  |  |       |       |       |

Legenda: * – zwycięstwo po rzutach karnych

## Wyniki
Godziny rozpoczęcia spotkań według czasu CET

### 1/8 finału
Pierwsze mecze fazy 1/8 finału odbyły się 4 listopada, zaś rewanże 11 listopada 2014 roku.
| 4 listopada 2014 | JYP Jyväskylä | 5:4 | Skellefteå AIK | Synergia-areena, Jyväskylä |

| Szczegóły      | Szczegóły | Szczegóły       | Szczegóły                                                                                | Szczegóły                                                                    |
| -------------- | --- | --------------- | ---------------------------------------------------------------------------------------- | ---------------------------------------------------------------------------- |
| Godzina: 17:30 | M. Hännikäinen (EQ) 08:30 E. Perrin (EQ) 16:33 M. Hännikäinen (PP) 22:17 J. Ikonen (EQ) 26:03 M. Nenonen (EQ) 38:40 | (2:1, 3:0, 0:3) | 06:56 (PP) A. Holmström 40:58 (EQ) K. Kabanow 48:15 (EQ) N. Burström 50:32 (PP) A. Calof | Widzów: 1757 Sędzia główny: Stephan Bauer Sędziowie liniowi: Lars Brüggemann |
| Godzina: 17:30 | 4 min. kar |                 | 4 min. kar                                                                               | Widzów: 1757 Sędzia główny: Stephan Bauer Sędziowie liniowi: Lars Brüggemann |

| 4 listopada 2014 | Oulun Kärpät | 3:1 | Vienna Capitals | Oulun Energia Areena, Oulu |

| Szczegóły      | Szczegóły                                                      | Szczegóły       | Szczegóły             | Szczegóły                                                                |
| -------------- | -------------------------------------------------------------- | --------------- | --------------------- | ------------------------------------------------------------------------ |
| Godzina: 17:30 | A. Masuhr (EQ) 10:14 J. Donskoi (PP) 19:02 R. Glenn (EQ) 25:15 | (2:0, 1:0, 0:1) | 47:24 (EQ) J. Ferland | Widzów: 4239 Sędzia główny: Andreas Koch Sędziowie liniowi: Linus Öhlund |
| Godzina: 17:30 | 2 min. kar                                                     |                 | 8 min. kar            | Widzów: 4239 Sędzia główny: Andreas Koch Sędziowie liniowi: Linus Öhlund |

| 4 listopada 2014 | TPS | 1:5 | Lukko | HK Arena, Turku |

| Szczegóły      | Szczegóły                | Szczegóły       | Szczegóły | Szczegóły                                                                  |
| -------------- | ------------------------ | --------------- | --- | -------------------------------------------------------------------------- |
| Godzina: 17:30 | T. Koskiranta (PP) 18:46 | (1:2, 0:2, 0:1) | 03:17 (EQ) I. Mikkola 12:22 (EQ) A. Gagnon 25:52 (EQ) H. Forsberg 38:05 (PP) J. Virtanen 54:07 (PP) V. Vahalahti | Widzów: 3642 Sędzia główny: Mikael Nord Sędziowie liniowi: Mikael Sjöqvist |
| Godzina: 17:30 | 10 min. kar              |                 | 10 min. kar | Widzów: 3642 Sędzia główny: Mikael Nord Sędziowie liniowi: Mikael Sjöqvist |

| 4 listopada 2014 | Tappara Tampere | 1:5 | Frölunda HC | Tampereen jäähalli, Tampere |

| Szczegóły      | Szczegóły                 | Szczegóły       | Szczegóły | Szczegóły                                                                 |
| -------------- | ------------------------- | --------------- | --- | ------------------------------------------------------------------------- |
| Godzina: 17:30 | A. Erkinjuntti (SH) 54:49 | (0:3, 0:1, 1:1) | 08:43 (PP) E. Gustafsson 10:06 (EQ) C. Bäckman 13:32 (EQ) A. Johnson 39:57 (SH) A. Blidh 47:40 (EQ) M. Janmark-Nylén | Widzów: 2546 Sędzia główny: Tobias Wehrli Sędziowie liniowi: Marc Wiegand |
| Godzina: 17:30 | 8 min. kar                |                 | 10 min. kar | Widzów: 2546 Sędzia główny: Tobias Wehrli Sędziowie liniowi: Marc Wiegand |

| 4 listopada 2014 | Sparta Praga | 1:2 | Linköpings HC | Tipsport Arena, Praga |

| Szczegóły      | Szczegóły            | Szczegóły       | Szczegóły                                       | Szczegóły                                                                 |
| -------------- | -------------------- | --------------- | ----------------------------------------------- | ------------------------------------------------------------------------- |
| Godzina: 18:00 | L. Cingel (PP) 45:25 | (0:0, 0:1, 1:1) | 35:13 (EQ) J. Micflikier 42:49 (PP) M. Karlsson | Widzów: 2381 Sędzia główny: Roman Gofman Sędziowie liniowi: Anssi Salonen |
| Godzina: 18:00 | 6 min. kar           |                 | 8 min. kar                                      | Widzów: 2381 Sędzia główny: Roman Gofman Sędziowie liniowi: Anssi Salonen |

| 4 listopada 2014 | Servette Genewa | 2:0 | SaiPa | Patinoire des Vernets, Genewa |

| Szczegóły      | Szczegóły                             | Szczegóły       | Szczegóły  | Szczegóły                                                                        |
| -------------- | ------------------------------------- | --------------- | ---------- | -------------------------------------------------------------------------------- |
| Godzina: 19:45 | K. Romy (EQ) 28:15 K. Romy (EQ) 34:37 | (0:0, 2:0, 0:0) |            | Widzów: 5214 Sędzia główny: Vladimir Baluska Sędziowie liniowi: Ladislav Smetana |
| Godzina: 19:45 | 31 min. kar                           |                 | 4 min. kar | Widzów: 5214 Sędzia główny: Vladimir Baluska Sędziowie liniowi: Ladislav Smetana |

| 4 listopada 2014 | Fribourg-Gottéron | 2:2 | HIFK | BCF Arena, Fribourg |

| Szczegóły      | Szczegóły                                        | Szczegóły       | Szczegóły                                     | Szczegóły                                                               |
| -------------- | ------------------------------------------------ | --------------- | --------------------------------------------- | ----------------------------------------------------------------------- |
| Godzina: 19:45 | J. Tambellini (EQ) 21:08 D. Wildhaber (EQ) 47:11 | (0:0, 1:1, 1:1) | 31:15 (EQ) N. Gołdobin 54:01 (EQ) T. Záborský | Widzów: 1171 Sędzia główny: Manuel Nikolic Sędziowie liniowi: Robin Sir |
| Godzina: 19:45 | 6 min. kar                                       |                 | 6 min. kar                                    | Widzów: 1171 Sędzia główny: Manuel Nikolic Sędziowie liniowi: Robin Sir |

| 4 listopada 2014 | Luleå HF | 2:4 | Red Bull Salzburg | Coop Arena, Luleå |

| Szczegóły      | Szczegóły                                 | Szczegóły       | Szczegóły                                                                           | Szczegóły                                                                  |
| -------------- | ----------------------------------------- | --------------- | ----------------------------------------------------------------------------------- | -------------------------------------------------------------------------- |
| Godzina: 20:05 | L. Wallmark (EQ) 31:45 D. Zaar (EQ) 58:52 | (0:1, 1:3, 1:0) | 19:03 (PP) T. Milam 24:59 (EQ) B. Sterling 29:56 (EQ) K. Beach 32:35 (EQ) Z. Kutlák | Widzów: 2559 Sędzia główny: Antti Boman Sędziowie liniowi: Petri Lindqvist |
| Godzina: 20:05 | 4 min. kar                                |                 | 4 min. kar                                                                          | Widzów: 2559 Sędzia główny: Antti Boman Sędziowie liniowi: Petri Lindqvist |

| 11 listopada 2014 | SaiPa | 5:2 pk. | Servette Genewa | Kisapuisto, Lappeenranta |

| Szczegóły      | Szczegóły | Szczegóły                 | Szczegóły                              | Szczegóły                                                                      |
| -------------- | --- | ------------------------- | -------------------------------------- | ------------------------------------------------------------------------------ |
| Godzina: 17:30 | S. Lofquist (PP) 02:24 S. Venäläinen (EQ) 17:31 M. Järvinen (PP) 33:41 J. Tavi (EQ) 51:53 J. Mankinen (SO) 70:00 | (2:1, 1:0, 1:1, 0:0, 1:0) | 03:45 (EQ) C. Rivera 59:04 (EQ) N. Rod | Widzów: 2830 Sędzia główny: Lars Bruggemann Sędziowie liniowi: Gordon Schukies |
| Godzina: 17:30 | 8 min. kar |                           | 12 min. kar                            | Widzów: 2830 Sędzia główny: Lars Bruggemann Sędziowie liniowi: Gordon Schukies |

| 11 listopada 2014 | Lukko | 3:4 | TPS | Kivikylän Areena, Rauma |

| Szczegóły      | Szczegóły                                                             | Szczegóły       | Szczegóły                                                                             | Szczegóły                                                                        |
| -------------- | --------------------------------------------------------------------- | --------------- | ------------------------------------------------------------------------------------- | -------------------------------------------------------------------------------- |
| Godzina: 17:30 | O. Sipiläinen (SH) 40:52 V. Vahalahti (SH) 42:03 A. Gagnon (PP) 48:17 | (0:2, 0:0, 3:2) | 08:58 (PP) R. Lasch 11:11 (PP) R. Smoleňák 41:30 (PP) R. Smoleňák 50:58 (EQ) R. Lasch | Widzów: 2472 Sędzia główny: Daniel Stricker Sędziowie liniowi: Marcus Vinnerborg |
| Godzina: 17:30 | 10 min. kar                                                           |                 | 6 min. kar                                                                            | Widzów: 2472 Sędzia główny: Daniel Stricker Sędziowie liniowi: Marcus Vinnerborg |

| 11 listopada 2014 | HIFK | 3:1 | Fribourg-Gottéron | Helsingin jäähalli, Helsinki |

| Szczegóły      | Szczegóły                                                        | Szczegóły       | Szczegóły          | Szczegóły                                                               |
| -------------- | ---------------------------------------------------------------- | --------------- | ------------------ | ----------------------------------------------------------------------- |
| Godzina: 17:30 | J. Ikonen (EQ) 31:45 J. Ikonen (PP) 56:42 T. Záborský (EN) 59:59 | (0:1, 1:0, 2:0) | 12:26 (EQ) C. Dubé | Widzów: 3809 Sędzia główny: Tobias Björk Sędziowie liniowi: Mikael Nord |
| Godzina: 17:30 | 6 min. kar                                                       |                 | 8 min. kar         | Widzów: 3809 Sędzia główny: Tobias Björk Sędziowie liniowi: Mikael Nord |

| 11 listopada 2014 | Skellefteå AIK | 4:2 pk. | JYP Jyväskylä | Skellefteå Kraft Arena, Skellefteå |

| Szczegóły      | Szczegóły                                                                                     | Szczegóły                 | Szczegóły                                           | Szczegóły                                                                       |
| -------------- | --------------------------------------------------------------------------------------------- | ------------------------- | --------------------------------------------------- | ------------------------------------------------------------------------------- |
| Godzina: 19:00 | A. Calof (EQ) 30:08 O. Sundqvist (PP, EA) 57:20 P. Lindholm (EA) 59:42 M. Lehtonen (SO) 70:00 | (0:1, 1:0, 2:1, 0:0, 1:0) | 09:59 (EQ) M. Hännikäinen 40:28 (EQ) J. Tuppurainen | Widzów: 2518 Sędzia główny: Vladimir Pesina Sędziowie liniowi: Vladimir Sindler |
| Godzina: 19:00 | 6 min. kar                                                                                    |                           | 16 min. kar                                         | Widzów: 2518 Sędzia główny: Vladimir Pesina Sędziowie liniowi: Vladimir Sindler |

| 11 listopada 2014 | Linköpings HC | 2:2 | Sparta Praga | Saab Arena, Linköping |

| Szczegóły      | Szczegóły                                      | Szczegóły       | Szczegóły                                   | Szczegóły                                                                     |
| -------------- | ---------------------------------------------- | --------------- | ------------------------------------------- | ----------------------------------------------------------------------------- |
| Godzina: 19:00 | J. Junland (PP) 47:53 J. Micflikier (EQ) 59:58 | (0:1, 0:0, 2:1) | 01:27 (EQ) J. Hlinka 51:16 (EQ) J. Piskáček | Widzów: 2437 Sędzia główny: Mikko Kaukokari Sędziowie liniowi: Aleksi Rantala |
| Godzina: 19:00 | 6 min. kar                                     |                 | 10 min. kar                                 | Widzów: 2437 Sędzia główny: Mikko Kaukokari Sędziowie liniowi: Aleksi Rantala |

| 11 listopada 2014 | Vienna Capitals | 2:3 | Oulun Kärpät | Albert-Schultz-Eishalle, Wiedeń |

| Szczegóły      | Szczegóły                                     | Szczegóły       | Szczegóły                                                       | Szczegóły                                                                   |
| -------------- | --------------------------------------------- | --------------- | --------------------------------------------------------------- | --------------------------------------------------------------------------- |
| Godzina: 19:30 | M. Watkins (EQ) 32:41 M. Schlacher (EQ) 47:24 | (0:0, 1:2, 1:1) | 28:46 (EQ) J. Keränen 33:12 (EQ) J. Junttila 41:33 (EQ) I. Huml | Widzów: 4700 Sędzia główny: Vladimir Baluska Sędziowie liniowi: Josef Kubus |
| Godzina: 19:30 | 6 min. kar                                    |                 | 0 min. kar                                                      | Widzów: 4700 Sędzia główny: Vladimir Baluska Sędziowie liniowi: Josef Kubus |

| 11 listopada 2014 | Red Bull Salzburg | 5:8 pk. | Luleå HF | Eisarena, Salzburg |

| Szczegóły      | Szczegóły                                                                                             | Szczegóły                 | Szczegóły | Szczegóły                                                                  |
| -------------- | --- | ------------------------- | --- | -------------------------------------------------------------------------- |
| Godzina: 19:30 | T. Raffl (EQ) 03:39 K. Beach (EQ) 04:47 K. Beach (SH) 10:43 D. Meckler (EQ) 16:32 T. Raffl (PP) 58:05 | (4:1, 0:5, 1:1, 0:0, 0:1) | 14:31 (EA) N. Fogström 27:05 (PP) S. Dixon 29:45 (EQ) P. Ledin 34:25 (EQ) N. Fogström 35:29 (EQ) L. Petrell 39:42 (EQ) D. Zaar 49:54 (PP) D. Zaar 70:00 (SO) N. Fogström | Widzów: 2610 Sędzia główny: Daniel Piechaczek Sędziowie liniowi: Robin Sir |
| Godzina: 19:30 | 6 min. kar                                                                                            |                           | 8 min. kar | Widzów: 2610 Sędzia główny: Daniel Piechaczek Sędziowie liniowi: Robin Sir |

| 11 listopada 2014 | Frölunda HC | 4:2 | Tappara Tampere | Scandinavium, Göteborg |

| Szczegóły      | Szczegóły                                                                                      | Szczegóły       | Szczegóły                                     | Szczegóły                                                                       |
| -------------- | ---------------------------------------------------------------------------------------------- | --------------- | --------------------------------------------- | ------------------------------------------------------------------------------- |
| Godzina: 20:05 | A. Johnson (PP) 04:31 P. Widerström (EQ) 08:07 M. Rosseli Olsen (EQ) 35:15 M. Görtz (PP) 47:14 | (2:0, 1:0, 1:2) | 42:57 (EQ) T. Da Costa 48:40 (EQ) P. Jormakka | Widzów: 4770 Sędzia główny: Aleksiej Anisimow Sędziowie liniowi: Shane Warschaw |
| Godzina: 20:05 | 8 min. kar                                                                                     |                 | 6 min. kar                                    | Widzów: 4770 Sędzia główny: Aleksiej Anisimow Sędziowie liniowi: Shane Warschaw |

### Ćwierćfinały
Pierwsze mecze fazy ćwierćfinałowej odbędą się 2 grudnia, zaś rewanże 9 grudnia 2014 roku.
| 2 grudnia 2014 | Lukko | 2:5 | Luleå HF | Kivikylän Areena, Rauma |

| Szczegóły      | Szczegóły                                 | Szczegóły       | Szczegóły | Szczegóły                                                                   |
| -------------- | ----------------------------------------- | --------------- | --- | --------------------------------------------------------------------------- |
| Godzina: 17:30 | J. Niskala (EQ) 08:50 F. Riska (SH) 37:59 | (1:3, 1:1, 0:1) | 09:49 (EQ) K. Näkyvä 16:08 (EQ) N. Fogström 16:25 (EQ) K. Fabricius 34:35 (EQ) E. Sylvegård 41:57 (PP) Ch. Abbott | Widzów: 2224 Sędzia główny: René Hradil Sędziowie liniowi: Vladimír Šindler |
| Godzina: 17:30 | 6 min. kar                                |                 | 4 min. kar | Widzów: 2224 Sędzia główny: René Hradil Sędziowie liniowi: Vladimír Šindler |

| 2 grudnia 2014 | SaiPa | 0:2 | Oulun Kärpät | Kisapuisto, Lappeenranta |

| Szczegóły      | Szczegóły  | Szczegóły       | Szczegóły                                   | Szczegóły                                                               |
| -------------- | ---------- | --------------- | ------------------------------------------- | ----------------------------------------------------------------------- |
| Godzina: 17:30 |            | (0:0, 0:2, 0:0) | 22:57 (PP) J. Donskoi 33:44 (EQ) J. Donskoi | Widzów: 2187 Sędzia główny: Marcus Linde Sędziowie liniowi: Mikael Nord |
| Godzina: 17:30 | 8 min. kar |                 | 16 min. kar                                 | Widzów: 2187 Sędzia główny: Marcus Linde Sędziowie liniowi: Mikael Nord |

| 2 grudnia 2014 | HIFK | 2:1 | Frölunda HC | Helsingin jäähalli, Helsinki |

| Szczegóły      | Szczegóły                                     | Szczegóły       | Szczegóły           | Szczegóły                                                                   |
| -------------- | --------------------------------------------- | --------------- | ------------------- | --------------------------------------------------------------------------- |
| Godzina: 17:30 | T. Záborský (EQ) 00:34 T. Záborský (PP) 24:56 | (1:1, 1:0, 0:0) | 12:23 (EQ) M. Olimb | Widzów: 4858 Sędzia główny: Jozef Kubus Sędziowie liniowi: Ladislav Smetana |
| Godzina: 17:30 | 12 min. kar                                   |                 | 14 min. kar         | Widzów: 4858 Sędzia główny: Jozef Kubus Sędziowie liniowi: Ladislav Smetana |

| 2 grudnia 2014 | Linköping HC | 1:2 | Skellefteå AIK | Saab Arena, Linköping |

| Szczegóły      | Szczegóły            | Szczegóły       | Szczegóły                                 | Szczegóły                                                                     |
| -------------- | -------------------- | --------------- | ----------------------------------------- | ----------------------------------------------------------------------------- |
| Godzina: 20:05 | B. Little (EQ) 04:51 | (1:1, 0:1, 0:0) | 18:39 (EQ) S. Aho 39:46 (EQ) O. Sundqvist | Widzów: 2276 Sędzia główny: Petri Lindqvist Sędziowie liniowi: Aleksi Rantala |
| Godzina: 20:05 | 6 min. kar           |                 | 6 min. kar                                | Widzów: 2276 Sędzia główny: Petri Lindqvist Sędziowie liniowi: Aleksi Rantala |

| 9 grudnia 2014 | Oulun Kärpät | 3:2 | SaiPa | Oulun Energia Areena, Oulu |

| Szczegóły      | Szczegóły                                                            | Szczegóły       | Szczegóły                                     | Szczegóły                                                                |
| -------------- | -------------------------------------------------------------------- | --------------- | --------------------------------------------- | ------------------------------------------------------------------------ |
| Godzina: 17:30 | J. Kemppainen (EQ) 39:59 J. Donskoi (EQ) 43:19 J. Keränen (EQ) 55:30 | (0:1, 1:0, 2:1) | 15:30 (EQ) M. Järvinen 48:26 (PP) S. Lofquist | Widzów: 3492 Sędzia główny: Tobias Björk Sędziowie liniowi: Linus Öhlund |
| Godzina: 17:30 | 8 min. kar                                                           |                 | 14 min. kar                                   | Widzów: 3492 Sędzia główny: Tobias Björk Sędziowie liniowi: Linus Öhlund |

| 9 grudnia 2014 | Luleå HF | 2:1 | Lukko | Coop Arena, Luleå |

| Szczegóły      | Szczegóły                                    | Szczegóły       | Szczegóły              | Szczegóły                                                                   |
| -------------- | -------------------------------------------- | --------------- | ---------------------- | --------------------------------------------------------------------------- |
| Godzina: 18:30 | M. Fagerudd (PP) 34:01 Ch. Abbott (EQ) 34:19 | (0:0, 2:0, 0:1) | 59:14 (EQ) J. Virtanen | Widzów: 3252 Sędzia główny: Andreas Koch Sędziowie liniowi: Daniel Stricker |
| Godzina: 18:30 | 2 min. kar                                   |                 | 4 min. kar             | Widzów: 3252 Sędzia główny: Andreas Koch Sędziowie liniowi: Daniel Stricker |

| 9 grudnia 2014 | Frölunda HC | 5:3 | HIFK | Frölundaborg, Göteborg |

| Szczegóły      | Szczegóły | Szczegóły       | Szczegóły                                                    | Szczegóły                                                                        |
| -------------- | --- | --------------- | ------------------------------------------------------------ | -------------------------------------------------------------------------------- |
| Godzina: 19:00 | M. Rosseli Olsen (PP) 15:44 A. Johnson (EQ) 21:47 R. Figren (EQ) 46:13 M. Olimb (EQ) 47:34 R. Figren (EQ) 59:10 | (1:0, 1:1, 3:2) | 25:40 (EQ) R. Leino 44:04 (EQ) C. Elkins 52:22 (EQ) R. Leino | Widzów: 3560 Sędzia główny: Lars Brüggemann Sędziowie liniowi: Daniel Piechaczek |
| Godzina: 19:00 | 10 min. kar |                 | 52 min. kar                                                  | Widzów: 3560 Sędzia główny: Lars Brüggemann Sędziowie liniowi: Daniel Piechaczek |

| 9 grudnia 2014 | Skellefteå AIK | 4:4 pk. | Linköping HC | Skellefteå Kraft Arena, Skellefteå |

| Szczegóły      | Szczegóły                                                                                 | Szczegóły                 | Szczegóły                                                                                       | Szczegóły                                                                  |
| -------------- | ----------------------------------------------------------------------------------------- | ------------------------- | ----------------------------------------------------------------------------------------------- | -------------------------------------------------------------------------- |
| Godzina: 20:05 | D. Widing (EQ) 13:24 O. Sundqvist (EQ) 38:08 M. Lundberg (EQ) 50:17 R. Schremp (SO) 70:00 | (1:1, 1:1, 1:1, 0:0, 1:0) | 09:02 (EQ) J. Almtorp 33:47 (EQ) F. Andersson 54:54 (PP) J. Micflikier 58:58 (PP, EA) B. Little | Widzów: 2812 Sędzia główny: Antti Boman Sędziowie liniowi: Mikko Kaukokari |
| Godzina: 20:05 | 29 min. kar                                                                               |                           | 12 min. kar                                                                                     | Widzów: 2812 Sędzia główny: Antti Boman Sędziowie liniowi: Mikko Kaukokari |

### Półfinały
Pierwsze mecze fazy półfinałowej odbędą się 13 stycznia, zaś rewanże 20 stycznia 2015 roku.
| 13 stycznia 2015 | Skellefteå AIK | 2:2 | Luleå HF | Skellefteå Kraft Arena, Skellefteå |

| Szczegóły      | Szczegóły                                       | Szczegóły       | Szczegóły                                   | Szczegóły                                                                     |
| -------------- | ----------------------------------------------- | --------------- | ------------------------------------------- | ----------------------------------------------------------------------------- |
| Godzina: 19:00 | A. Lindholm (EQ) 34:14 P. Zackrisson (EQ) 43:29 | (0:1, 1:0, 1:1) | 01:32 (EQ) L. Bryggman 58:56 (EQ) K. Näkyvä | Widzów: 3304 Sędzia główny: Aleksiej Anisimow Sędziowie liniowi: Marc Wiegand |
| Godzina: 19:00 | 34 min. kar                                     |                 | 10 min. kar                                 | Widzów: 3304 Sędzia główny: Aleksiej Anisimow Sędziowie liniowi: Marc Wiegand |

| 13 stycznia 2015 | Frölunda HC | 4:2 | Oulun Kärpät | Frölundaborg, Göteborg |

| Szczegóły      | Szczegóły                                                                        | Szczegóły       | Szczegóły                                    | Szczegóły                                                                      |
| -------------- | -------------------------------------------------------------------------------- | --------------- | -------------------------------------------- | ------------------------------------------------------------------------------ |
| Godzina: 19:00 | M. Görtz (EQ) 00:21 R. Figren (EQ) 28:27 E. Fälth (PP) 32:53 A. Blidh (EQ) 38:28 | (1:1, 3:0, 0:1) | 02:02 (EQ) J. Junttila 51:30 (EQ) M. Pyörälä | Widzów: 2100 Sędzia główny: Lars Brüggemann Sędziowie liniowi: Daniel Stricker |
| Godzina: 19:00 | 18 min. kar                                                                      |                 | 8 min. kar                                   | Widzów: 2100 Sędzia główny: Lars Brüggemann Sędziowie liniowi: Daniel Stricker |

| 20 stycznia 2015 | Oulun Kärpät | 3:2 pd. | Frölunda HC | Oulun Energia Areena, Oulu |

| Szczegóły      | Szczegóły                                                         | Szczegóły            | Szczegóły                                            | Szczegóły                                                                    |
| -------------- | ----------------------------------------------------------------- | -------------------- | ---------------------------------------------------- | ---------------------------------------------------------------------------- |
| Godzina: 17:30 | J. Donskoi (PP) 04:07 E. Pirnes (PP) 48:37 J. Junttila (EQ) 49:09 | (1:1, 0:0, 2:0, 0:1) | 07:26 (PP) M. Janmark-Nylén 65:06 (PP) E. Gustafsson | Widzów: 5868 Sędzia główny: Roman Gofman Sędziowie liniowi: Vladimir Sindler |
| Godzina: 17:30 | 14 min. kar                                                       |                      | 16 min. kar                                          | Widzów: 5868 Sędzia główny: Roman Gofman Sędziowie liniowi: Vladimir Sindler |

| 20 stycznia 2015 | Luleå HF | 3:2 | Skellefteå AIK | Coop Arena, Luleå |

| Szczegóły      | Szczegóły                                                          | Szczegóły       | Szczegóły                                     | Szczegóły                                                                       |
| -------------- | ------------------------------------------------------------------ | --------------- | --------------------------------------------- | ------------------------------------------------------------------------------- |
| Godzina: 19:00 | K. Fabricius (EQ) 05:51 D. Zaar (EQ) 14:06 J. Sandström (PP) 38:34 | (2:1, 1:0, 0:1) | 07:17 (PP) T. Heed 58:51 (SH, EA) M. Lundberg | Widzów: 5540 Sędzia główny: Daniel Piechaczek Sędziowie liniowi: Aleksi Rantala |
| Godzina: 19:00 | 26 min. kar                                                        |                 | 30 min. kar                                   | Widzów: 5540 Sędzia główny: Daniel Piechaczek Sędziowie liniowi: Aleksi Rantala |

### Finał
Spotkanie finałowe rozegrane zostanie 3 lutego 2015 roku. Gospodarz spotkania nie jest znany, mecz rozegrany będzie w hali finalisty, który w fazie grupowej posiadał lepszy bilans punktów.
| 3 lutego 2015 | Luleå HF | 4:2 | Frölunda HC | Coop Arena, Luleå |

| Szczegóły      | Szczegóły                                                                              | Szczegóły       | Szczegóły                                   | Szczegóły                                                                       |
| -------------- | -------------------------------------------------------------------------------------- | --------------- | ------------------------------------------- | ------------------------------------------------------------------------------- |
| Godzina: 20:15 | K. Näkyvä (PP) 47:43 P. Cehlárik (PP) 48:57 J. Forsberg (PP) 53:04 D. Kukan (EN) 58:36 | (0:2, 0:0, 4:0) | 00:17 (EQ) J. Lundqvist 12:45 (EQ) M. Olimb | Widzów: 6300 Sędzia główny: Daniel Piechaczek Sędziowie liniowi: Aleksi Rantala |
| Godzina: 20:15 | 8 min. kar                                                                             |                 | 45 min. kar                                 | Widzów: 6300 Sędzia główny: Daniel Piechaczek Sędziowie liniowi: Aleksi Rantala |